# Malý Šturec
Malý Šturec (890 m) – wyraźna przełęcz rozdzielająca Góry Kremnickie na południu od Wielkiej Fatry na północy. Dokładnie rzecz biorąc przełęcz znajduje się pomiędzy szczytami: Priečny vrch (1047 m) na południu (w Górach Kremnickich) i bezimiennym wierzchołkiem 1055 m na północy (w Wielkiej Fatrze).
Przełęcz leży w grzbiecie ważnego wododziału, rozdzielającego dorzecze Wagu na zachodzie od dorzecza Hronu na wschodzie. Od strony zachodniej pod przełęczą znajdują się źródła potoku Biela voda, lewostronnego dopływu potoku Teplica w dorzeczu Wagu. Od strony wschodniej spod przełęczy spływa potok Harmanec, prawostronny dopływ potoku Bystrica w dorzeczu Hronu.
Przez przełęcz, trasą średniowiecznego jeszcze szlaku handlowego, wiedzie ważna droga krajowa nr 14, łącząca Turiec z górną częścią doliny Hronu w Bańskiej Bystrzycy. Od strony Harmańca stara droga na przełęcz wiedzie nieco na północ od obecnej szosy, dnem doliny potoku Harmanec.
Linia kolejowa nr 170 Vrútky – Bańska Bystrzyca przebija się pod przełęczą Tunelem Czremoszniańskim długości 5 km – najdłuższym tunelem kolejowym na Słowacji i w całych Karpatach Zachodnich.
Widok z przełęczy jest bardzo ograniczony i tylko w kierunku północno-wschodnim. Na przełęczy znajduje się niewielki parking, krzyż i znaki informacji turystycznej, a nieco powyżej przełęczy przekaźnik telekomunikacyjny. 
Przez przełęcz przechodzi czerwono znakowany, dalekobieżny szlak turystyczny, tzw. Cesta hrdinov SNP (Droga Bohaterów Słowackiego Powstania Narodowego) na odcinku przełęcz Flochovej w Górach Kremnickich – Kráľova studňa w Wielkiej Fatrze.

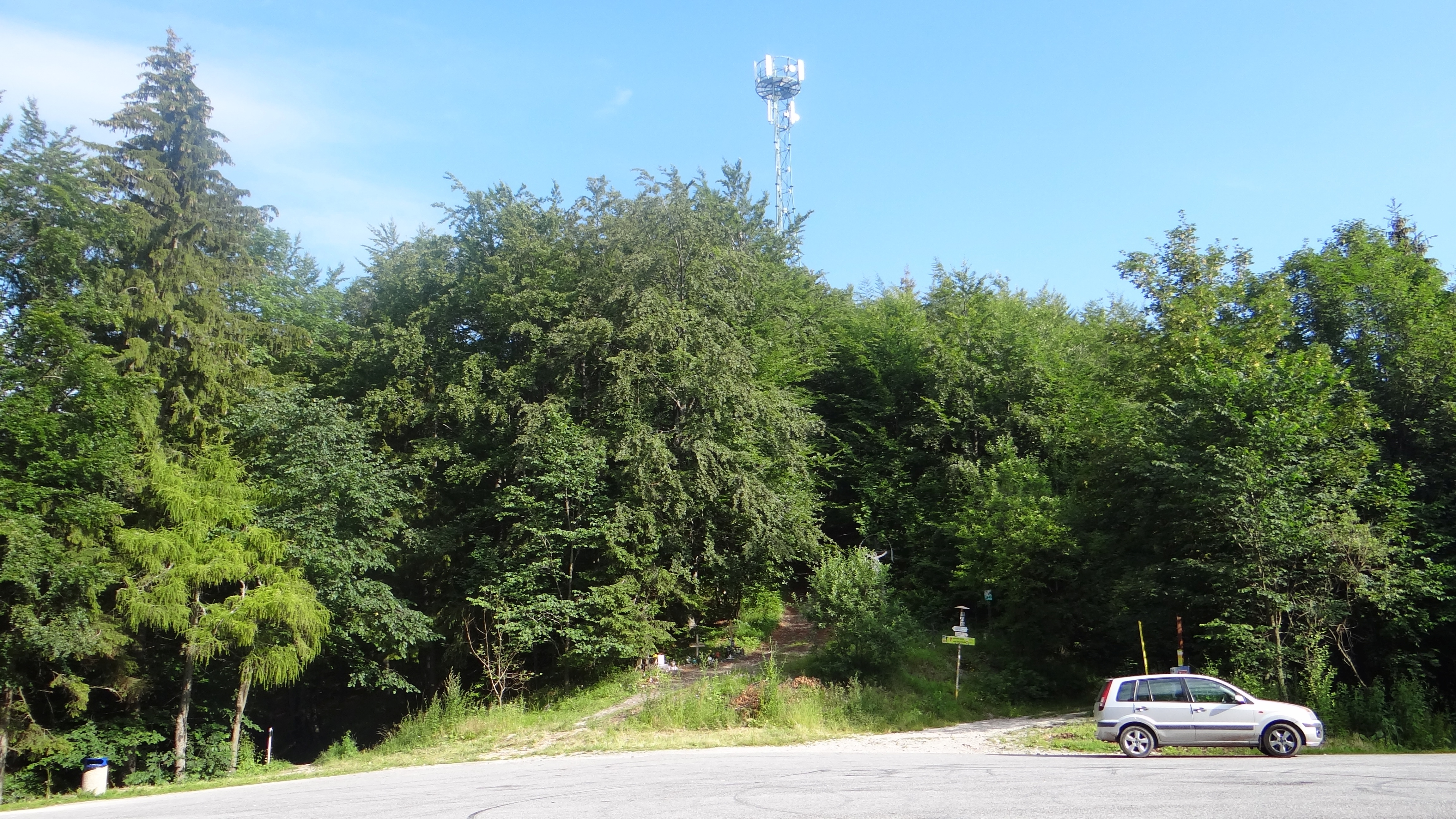
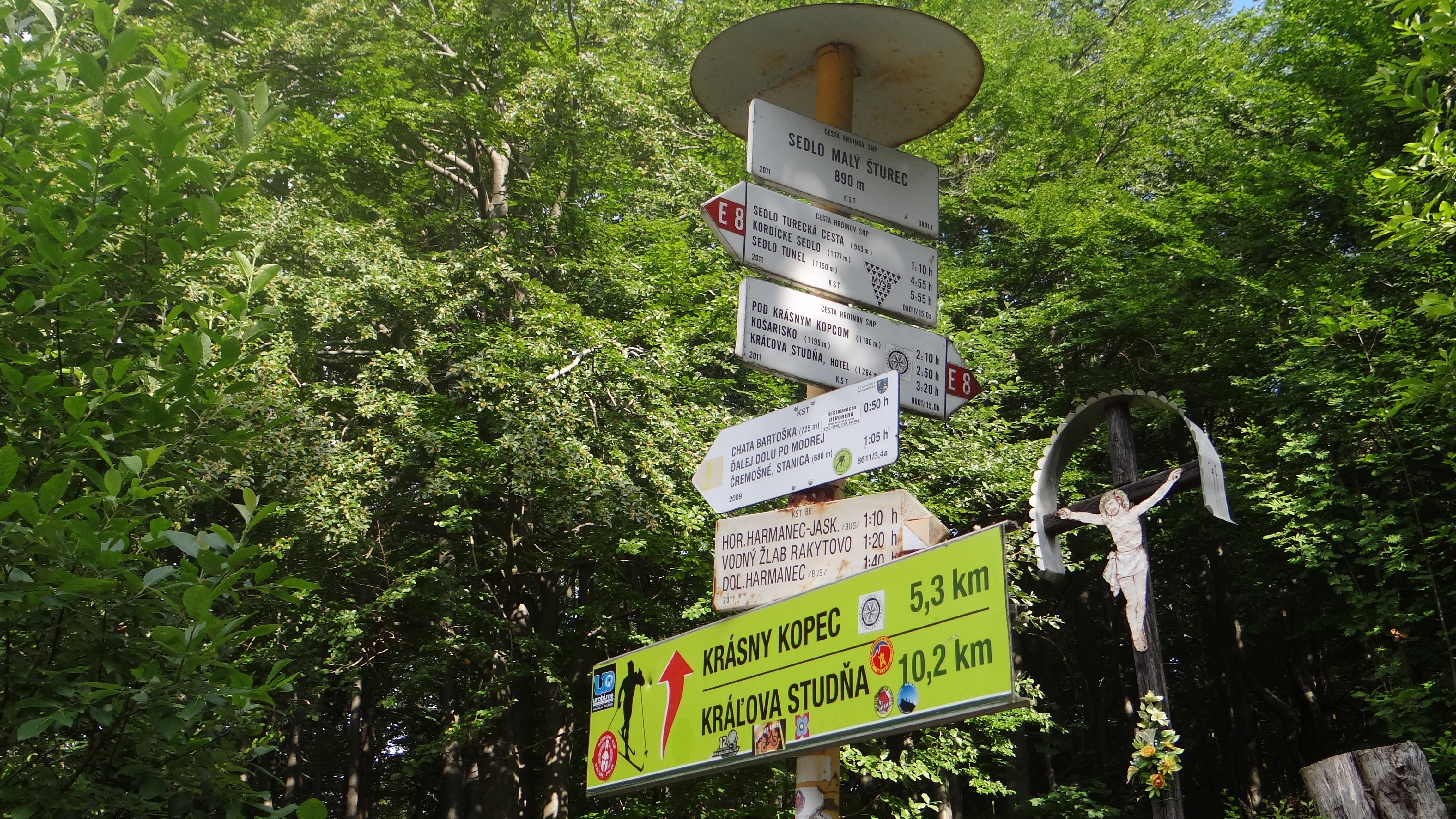
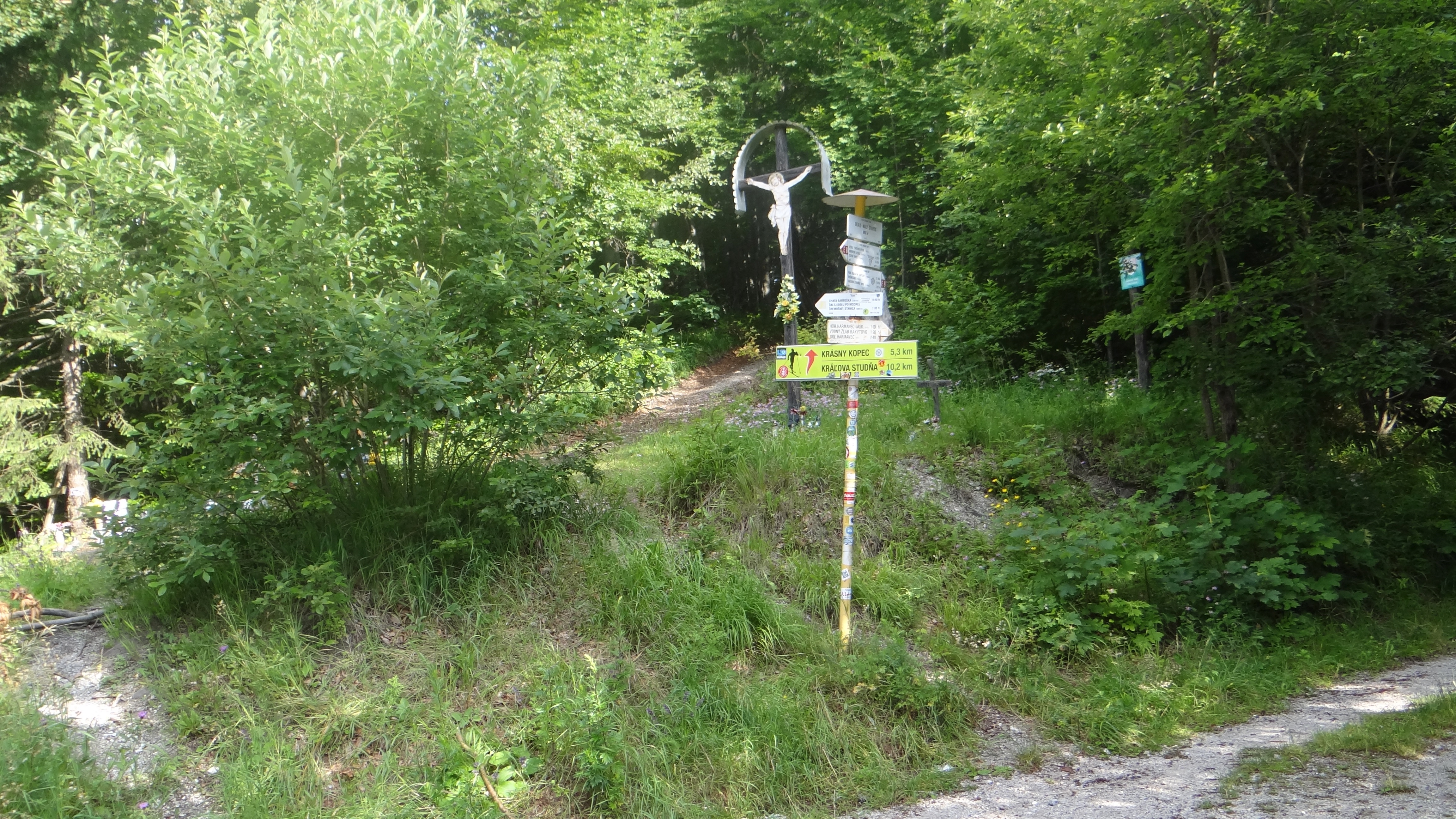

## Szlaki turystyczne
odcinek: Malý Šturec – Kráľova studňa. Suma podejść 660 m, zejść 215 m, odległość 11,4 km, czas przejścia 3:20 h, z powrotem 3 h
 chata Bartoška – Malý Šturec – Veľký tunel